# Minyue
Le Minyue (chinois simplifié : 闽越语 ; chinois traditionnel : 閩越語 ; pinyin : Mǐnyuè yǔ) ou proto-min est une langue chinoise ancienne du sud-est de la Chine continentale. Elle fut l'ancien tronc commun des langues min modernes (minbei, mindong, minnan, minzhong, puxian, shaojiang).
Elle est née de la confrontation du chinois archaïque avec les langues Yue à la suite de la conquête et de l'assimilation progressive des peuples Yue par les chinois il y a environ 2 000 ans. 

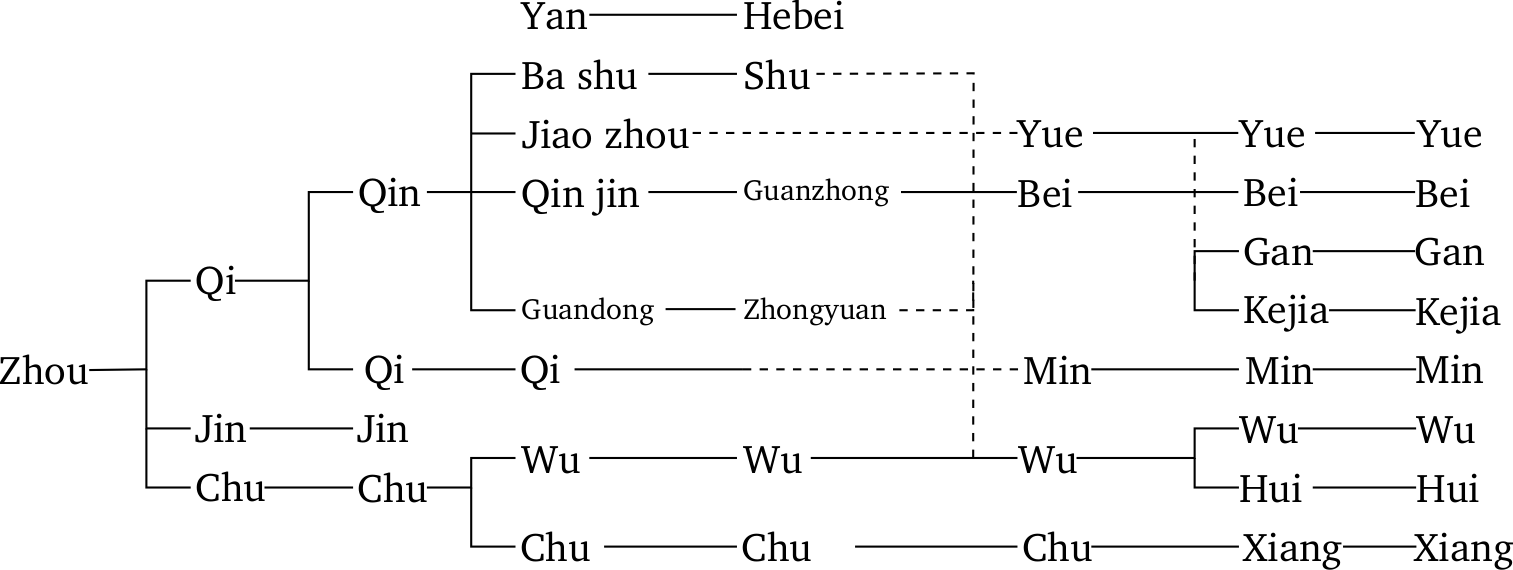
Différenciation de huit des principales langues chinoises depuis la dynastie Zhou. Bei renvoie au mandarin. Voir aussi